# 22434 Peredery
22434 Peredery este o planetă minoră (asteroid), cu un diametru de 9,372 km, din centura de asteroizi. A fost descoperită pe 11 aprilie 1996 la Observatorul Național Kitt Peak de Spacewatch. 
Obiectul prezintă o orbită caracterizată de o semiaxă mare de 3,0695036 UAi, o excentricitate de 0,14, o înclinație de 6,66796 ° în raport cu ecliptica.